# حصيرة خرسانية

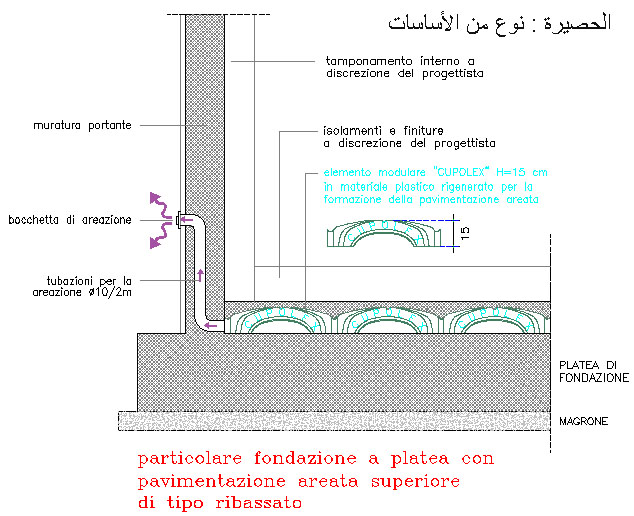
مقطع في الحصيرة الخرسانية.

الحصيرة الخرسانية أو اللبشة أو الفرشة الخرسانية (بالإنجليزية: Raft Slab) هي أحد أنواع الأساسات السطحية، تُستخدم لنقل أحمال المباني الهيكلية لتوزيع متساوي على كامل مسطح الأرض تحت المبنى، حيث تُستخدم في الأراضي الضعيفة التي لا تتحمل تركيز الأحمال في مسطح القواعد المنفصلة. ويُشترط في هذا النوع من التأسيس أن يكون جهد التربة متجانس تماماً تحت مسطح المبنى بالكامل كما يتطلب الأمر توزيع الأعمدة في المبنى بطريقة تضمن توزيع الأحمال بالتساوي على مسطح اللبشة ومنها إلى الأرض.
ويتم تنفيذ هذه الطريقة بأن تحفر الأرض بكامل مسطح المبنى وتصب إما بالخرسانة العادية أو الخرسانة المسلحة حسب الأنواع المختلفة للبشة، وهي:  لبشة مسلحة ، سقف مقلوب، وقواعد خرسانية مسلحة منفصلة على فرشة خرسانية عادية.